# Флаг Сосковского района
Флаг муниципального образования Сосковский район Орловской области Российской Федерации.
Утверждён 26 ноября 2010 года и внесён в Государственный геральдический регистр Российской Федерации с присвоением регистрационного номера 6543.
Является официальным символом Сосковского района.

## Описание
Прямоугольное красное полотнище с отношением ширины к длине 2:3, состоящее из трёх горизонтальных полос: зелёной, красной и зелёной (с отношением 1:6:1); на красной части полотнища в середине воспроизведена фигура из герба района: жёлтый с белой солонкой каравай, лежащий на белом полотенце, украшенном на концах вышивкой; по линиям деления полос положены семь белых соприкасающихся друг с другом ромбов, каждый с пять красными малыми ромбами, образующими крест.

## Обоснование символики
Разработан на основе герба и отражает исторические, культурные, общественные, национальные и другие местные особенности и традиции.
Сосковский район расположен в лесостепной юго-западной части Орловщины. Территория района представляет собой холмистую возвышенность, изрезанную долинами рек, оврагами, балками, лощинами. Красивая («красная») природа, чередование лесов с обработанными пашнями — аллегорически отражены на флаге района чередованием зелёного и красного цвета.
Сосковский район сельскохозяйственный, занимается выращиванием зерновых культур, животноводством. Жители района гордятся не только трудовыми победами, но и своим гостеприимством, отражённым на флаге района традиционным «хлебом-солью» — символом радушия и доброжелательности. Испечённый из зерна, выращенного тружениками села, каравай по русскому обычаю вручается вместе с солонкой и полотенцем гостям.
Полотенце и полотнище украшены квадратами, с крестом из малых квадратов внутри. Этот узор — аллегория вышивки крестом красными нитями по белому полотну. Вышивка — один из наиболее старинных и традиционных видов народного искусства Орловщины. До сих пор сохранилась древняя традиция — вышивать праздничные и нарядные полотенца, украшать их вязаным кружевом, сложными и красивыми узорами. 7 квадратов в каждом ряду полотнища и полотенца символизируют 7 сельских поселений составляющих единый район.
Красный цвет символизирует труд, мужество, жизнеутверждающую силу, красоту и праздник.
Зелёный цвет символизирует весну, здоровье, природу, молодость и надежду.
Жёлтый цвет (золото) символизирует прочность, богатство, величие, интеллект и прозрение.
Белый цвет (серебро) символизирует чистоту, совершенство, божественную мудрость, благородство и мир.